# 키리과

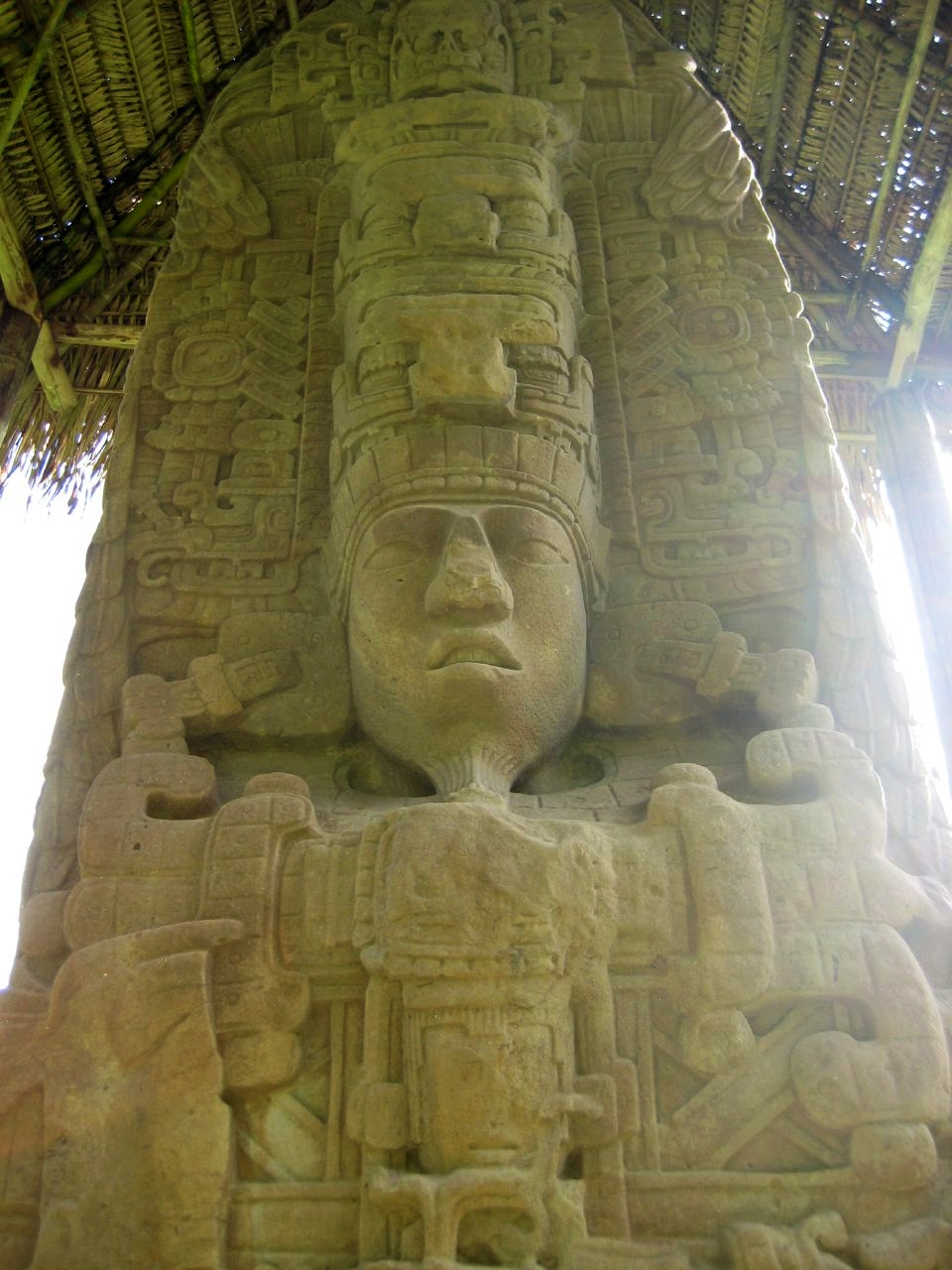

키리과(Quiriguá, 스페인어 발음: [kiɾiˈɣwa])는 과테말라 남동부의 이사발주에 있는 고대 마야 고고학 유적지이다. 모타구아강 하류를 따라 약 3평방 킬로미터(1.2평방 마일)에 달하는 중간 규모의 부지이며, 의식의 중심지는 북쪽 제방에서 약 1km(0.6마일) 떨어져 있다. 마야 고전 시대(AD 200~900) 동안 키리과는 여러 중요한 무역로의 교차점에 위치해 있었다. 이 부지에는 200명이 거주했고, 아크로폴리스 건설은 약 550년에 시작되었으며, 8세기에 대규모 건축이 폭발적으로 시작되었다. 초기 포스트클래식 시대(900년 경 ~ 1200년 경)의 짧은 재점유 기간을 제외하고 모든 건설은 약 850년에 중단되었다. 키리과는 역사가 밀접하게 얽혀 있는 인근 고전 시대 도시인 코판과 건축 및 조각 스타일을 공유한다.
8세기 키리과의 급속한 확장은 738년 카크 틸리우 찬 요파아트(K'ak' Tiliw Chan Yopaat) 왕이 코판에 대해 군사적 승리를 거둔 것과 관련이 있다. 코판의 가장 위대한 왕인 와사클라주운 웁아 카윌("18-토끼")이 패배했을 때, 그는 체포되어 키리과의 그레이트플라자(Great Plaza)에서 희생되었다. 그 전에 키리과는 코판의 봉신국이었지만 이후에는 독립을 유지했다. 키리과의 의식 건축물은 매우 소박하지만, 이 장소의 중요성은 신대륙에서 지금까지 세워진 가장 높은 석조 기념물 조각품을 포함하여 풍부한 조각품에 있다. 역사적 중요성으로 인해 키리과 유적지는 1981년 유네스코 세계유산 목록에 등재되었다.